# Japan Rugby Football Union
Die Japan Rugby Football Union (JRFU, jap. 日本ラグビーフットボール協会, Nihon ragubī futtobōru kyōkai) ist der für Rugby Union und Siebener-Rugby zuständige Sportverband in Japan. Sie wurde 1926 gegründet und ist für die Organisation des gesamten Spielbetriebs auf nationaler Ebene zuständig. Ebenso betreut sie die Nationalmannschaften der Männer und Frauen. Ihren Sitz hat sie im Prinz-Chichibu-Rugbystadion in der Hauptstadt Tokio. Seit 1987 vertritt sie Japan beim Weltverband World Rugby und seit 1968 beim Kontinentalverband Asia Rugby.

## Aufgaben
Die Japan Rugby Football Union stellt die Japan vertretenden Nationalmannschaften, einschließlich der für die Männer, Frauen und Jugend, zusammen. Daneben organisiert der Verband das Kinder- und Jugend-Rugby in Japan. Kinder und Jugendliche werden bereits in der Schule an den Rugbysport herangeführt und je nach Interesse und Talent beginnt dann die Ausbildung. Wie andere Rugbynationen verfügt Japan über eine U-20-Nationalmannschaft, die an den entsprechenden Weltmeisterschaften teilnimmt. Ebenso ist die Japan Rugby Football Union verantwortlich für die japanische Siebener-Rugby-Nationalmannschaft und da Siebener-Rugby eine olympische Sportart ist, arbeitet sie hier mit dem Japanischen Olympischen Komitee zusammen.
Der Verband organisiert auch den nationalen Spielbetrieb. So betreibt er die Profiliga Top League der Männer, die nationale Meisterschaft der Frauen, die nationale Meisterschaft der Amateurvereine, die nationale Universitätsmeisterschaft sowie verschiedene Nachwuchs- und Schülermeisterschaften.

## Geschichte
Die Gründung der Japan Rugby Football Union (JRFU) erfolgte am 30. November 1926. Sie entstand aus dem Zusammenschluss der regionalen Verbände Kantō Rugby Football Union (gegründet 1924) und der Seibu Rugby Football Union (gegründet 1925), die weiterhin für die Organisation des Spielbetriebs im Osten bzw. Westen Japans zuständig blieben. 1928 wurde Yoshihiro Takagi zum ersten JRFU-Präsidenten ernannt. 1947 etablierte sich die Kyūshū Rugby Football Union als dritter Teilverband, während sich die Seibu Rugby Football Union seither als Kansai Rugby Football Union bezeichnet. Ebenfalls 1947 eröffnete die JRFU im Tokioter Bezirk Minato ihr eigenes Stadion, das seit 1953 den Namen Prinz-Chichibu-Rugbystadion trägt. Benannt ist es nach Prinz Chichibu, der ein wichtiger Förderer des Rugbysports und Ehrenpräsident der JRFU gewesen war.
Mit der weiteren Verbreitung des Rugbysports entstanden in den einzelnen Präfekturen weitere Verbände, die sich jeweils einer der drei großen Teilverbände anschlossen. 1968 gehörte die JRFU zu den Gründungsmitgliedern des Kontinentalverbandes Asian Rugby Football Union (heute Asia Rugby). Im darauf folgenden Jahr organisierte sie die erste Asienmeisterschaft, die in Tokio stattfand. Weitere Austragungen folgten 1976 in Tokio, 1984 in Fukuoka und 2000 in Aomori. 2003 führte die JRFU die professionelle Top League ein und 2009 organisierte sie erstmals die Juniorenweltmeisterschaft. Nach dem Scheitern der von der JRFU angeführten Kandidatur für die Ausrichtung der Weltmeisterschaft 2011 erhielt Japan schließlich den Zuschlag für die Weltmeisterschaft 2019. Dies war die erste Weltmeisterschaft in Asien und damit außerhalb der „traditionellen Rugbyländer“. Außerdem wurden die Japan Sevens jährlich im Prinz-Chichibu-Rugbystadion ausgetragen.

## Organisation

### Teilverbände

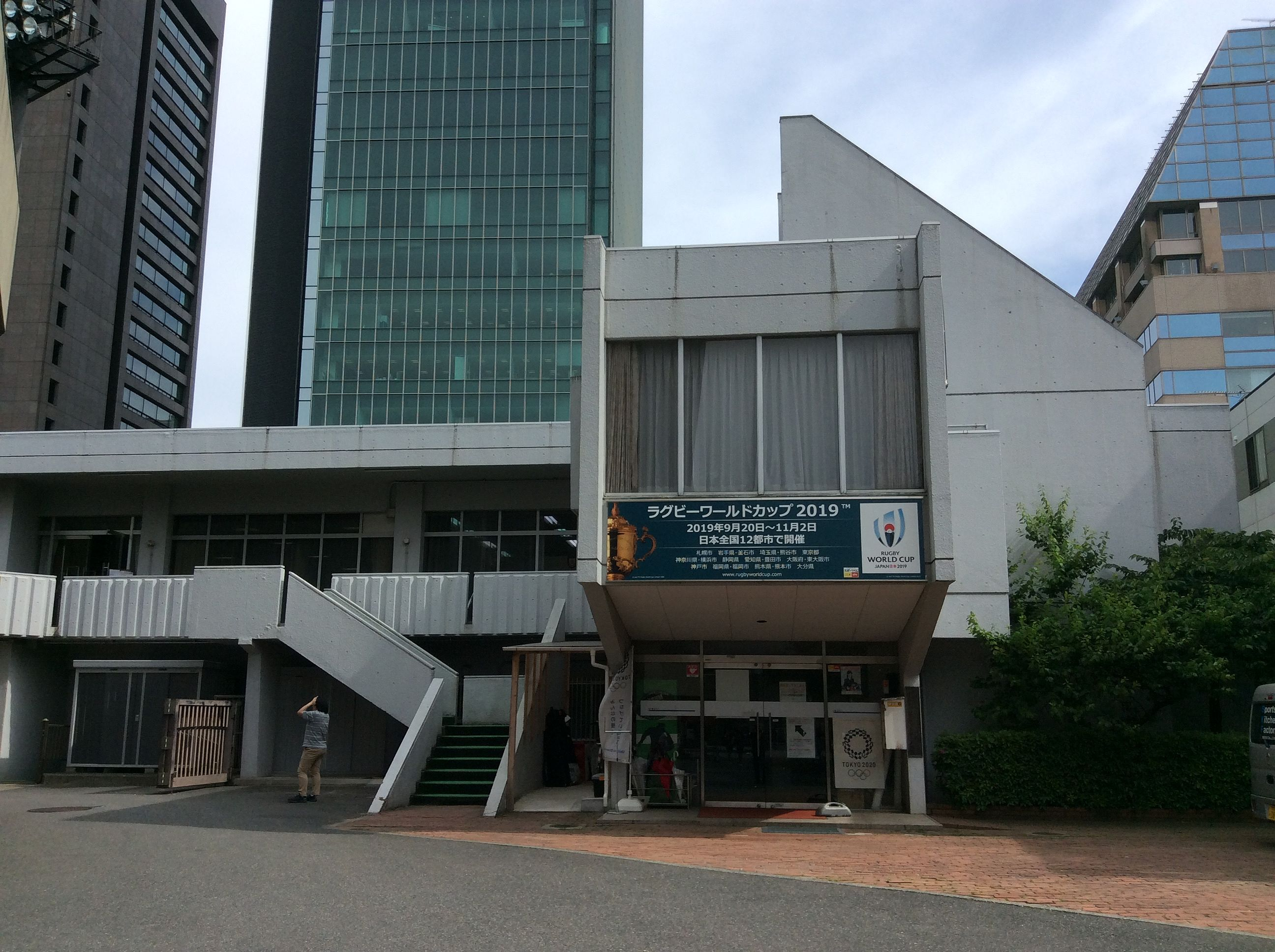
JRFU-Verbandssitz neben dem Prinz-Chichibu-Rugbystadion in Tokio

Jede der 47 Präfekturen Japans besitzt einen eigenen Verband, der für Wettbewerbe auf lokaler und regionaler Ebene zuständig ist. Diese Regionalverbände gehören einer der drei Teilverbände an, aus denen sich die JRFU zusammensetzt.
- Kansai Rugby Football Union: 22 Regionalverbände in den Regionen Chūgoku, Kansai, West-Hokuriku, Shikoku und Tōkai
- Kantō Rugby Football Union: 17 Regionalverbände in den Regionen Hokkaidō, Ost-Hokuriku, Kantō und Tōhoku
- Kyūshū Rugby Football Union: 8 Regionalverbände in den Regionen Kyūshū und Okinawa

### Präsidenten der JRFU
- Yoshihiro Takagi (1928–1947)
- Kumazo Tanabe (1947–1955)
- Shigeru Kayama (1955–1969)
- Masao Yukawa (1969)
- Michio Yokoyama (1969–1973)
- Tokishirō Shina (1973–1979)
- Yuzuru Abe (1979–1990)
- Ichirō Isoda (1990–1992)
- Tōichirō Kawagoe (1992–1994)

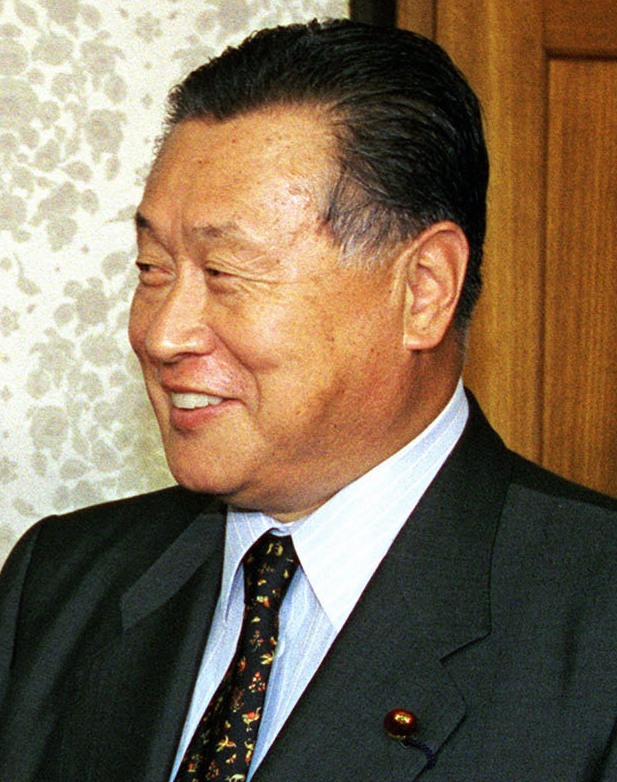
Der frühere Premierminister Yoshirō Mori war JRFU-Präsident von 2005 bis 2015

- Shigeru „Shiggy“ Konno (1994–2001)
- Tetsurō Machii (2001–2004)
- Yoshirō Mori (2005–2015)
- Tadashi Okamura (2015–2019)
- Shigetaka Mori (seit 2019)

## Logo
Das Sakura-Logo des Verbandes und der Nationalmannschaft zeigt drei Kirschblüten in voller Blüte. Bei der Gründung der Nationalmannschaft im Jahr 1930 bestand das Logo aus einer Knospe, einer sich öffnenden Blüte und einer vollständig geöffneten Blüte. 1952 waren alle drei Sakura in voller Blüte. Wann und wie sich diese Änderung durchgesetzt hat, lässt sich nicht mehr nachvollziehen. Fest steht, dass das ursprüngliche Design von der Sportartikelhändlerin Ishi Fukui (1892–1993) stammt. Sie führte seit 1922 in Kyōto einen Laden, der unter anderem importierte Rugby-Artikel anbot, und war mit verschiedenen Spielern und Trainern befreundet, weshalb sie in späteren Jahren auch als „Rugby-Großmutter“ bezeichnet wurde.